# Matthias Politycki
Matthias Politycki (Karlsruhe, 20 maggio 1955) è uno scrittore tedesco.
Ha pubblicato romanzi, racconti, poesie, saggi e audio libri ed è conosciuto come l'autore tedesco giramondo. La sua fama crescente è dovuta principalmente al suo libro Weiberroman e alla sua opera di satira di crociera In 180 Tage um die Welt. Anche alcuni dei suoi articoli, con i quali si è inserito o ha provocato dibattiti nelle pagine culturali dei giornali, hanno suscitato grande attenzione.

## Biografia
Matthias Politycki è cresciuto a Monaco di Baviera dove ha frequentato il liceo Maria Theresya. Dopo essersi diplomato nel 1974 ha svolto il servizio militare nel Battaglione Cacciatori 541 a Neuburg sul Danubio. Dopo le sue prime esercitazioni militari ha deciso di optare per l'obiezione di coscienza ed è stato ufficialmente riconosciuto obiettore il 21 dicembre 1977. Ha studiato letteratura tedesca, filosofia, teatro e comunicazione all'Università di Monaco e di Vienna dal 1795 al 1987. Si è laureato nel 1981 e ha ottenuto il PhD nel 1987 con Walter Müller- Seidel a Monaco con una tesi intitolata “Umwertung aller Werte? Deutsche Literatur im Urteil Nietzsches”. Dopo tre semestri come docente-assistente presso l'Istituto di Filologia tedesca di Monaco, ha iniziato la carriera di scrittore free-lance nel 1990 pur continuando a lavorare regolarmente come editore free-lance per la casa editrice Verlag C.H. Beck di Monaco di Baviera fino al 1999. Matthias Politycki è membro del P.E.N. (il centro P.E.N. tedesco). Vive ad Amburgo e Monaco.

### Riconoscimenti
Tra gli altri, Matthias Politycki ha ricevuto il premio letterario Civitas nel 1987 e il premio letterario al Bayerischen Staatsförderpreis für Literatur nel 1988 per il suo primo romanzo “AusFälle / Zerlegung des Regenbogens”. È stato premiato più volte in Germania e all'estero, per esempio in Danimarca, Austria e Stati Uniti. La compagnia navale Hapag-Lloyd lo ha nominato primo vero scrittore di crociere sulla sua nave da crociera MS Europa nel 2006 e gli ha offerto la possibilità di fare un viaggio di sei mesi intorno al mondo come writer-in-non-residence. Nel 2009 ha vinto l´Ernst-Hoferichter-Preis,  divenendo Writer in Residence all'università di Londra Queen Mary. Nel 2010 è stato insignito del premio LiteraTour Nord.  Nel 2012  “Racconto dell'altro Mondo” è stato nominato per il prestigioso premio Independent Foreign Fiction Prize.  Ha ricevuto per due volte un premio dal Deutscher Literaturfonds per i suoi romanzi “Herr der Hörner” (2005) e “Samarkand Samarkand” (2012/13).

## Opere
Il romanzo di debutto di Politycki  “AusFälle / Zerlegung des Regenbogens” pubblicato nel 1987 ha ottenuto grande successo della critica ed è stato considerato come un'opera di prosa profondamente riflessiva alla maniera di Arno Schmidt e James Joyce. Già all'inizio degli anni '90, gli “avanguardisti fissati con la forma” (Killy-Literaturlexikon) protestarono veementemente e ripetutamente contro questa definizione, rivendicando che “la letteratura dovrebbe essere come la musica rock”, sostenendo “una nuova leggibilità” della letteratura tedesca e innescando un ampio dibattito nelle pagine culturali. “Weiberroman” pubblicato nel 1997 è divenuto recentemente un best seller e un romanzo cult (Munzinger) ed è considerato un testo centrale nella letteratura tedesca post-moderna.

È stato questo libro ad affermare la fama di Politycki come “umorista di spicco” (Reinhard Baumgart, Die Zeit, 5 settembre 1997) e “acrobata della memoria” (Verena Auffermann, Süddeutsche Zeitung, 19 and 20 luglio 1997). Allo stesso tempo “Romanzo femminile” ha aperto il dibattito sulla cosiddetta Generazione 78 (Reinhard Mohr), che Politycki vede come erede della precedente Generazione 68 e variante rigorosa della più recente cultura dell'ethos. Con il suo romanzo cubano “Herr der Hörner” pubblicato nel 2005, Politycki ha prodotto un “mastodontico romanzo dionisiaco” (Wolfgang Schneider, Frankfurter Allgemeine Zeitung, 21 febbraio 2008), che racconta della lotta per la sopravvivenza dell'Europa illuminata immersa in riti arcaici. Tuttavia il successo di “Weiberroman” è rimasto ineguagliato fino al romanzo picaresco “In 180 Tage um die Welt” uscito nel 2008.

In quest'opera Politycki descrive  “i riti della ricchezza e della super ricchezza al contemporaneo Simplicius Simplicissimus” (Uwe Wittstock, Die Welt, 21 giugno 2008). Politycki si ispira a Laurence Sterne, Diderot, Gottfried Benn and Vladimir Nabokov e al più recente Ernest Hemingway. Ha prodotto una grande quantità di opere liriche spesso rappresentate a teatro: nel 1996/97 ha preso parte al programma di poesia “Wein, Damen und Gesung”, nel 2004/05 ha partecipato al programma “Frauen. Naja. Schwierig” con Hellmuth Opitz e Steffen Jacobs. Tra il 2000 e il 2005, Politycki, che è sempre alla ricerca di un dialogo estetico e poetico con i contemporanei, ha anche organizzato una serie di conferenze dal titolo “Senza titolo” per autori, editori e critici a Schloss Elmau. Nel 2011 ha curato il festival della Letteratura di Monaco.
Politycki, nominato writer-in-residence all'università di Londra Queen Mary nel 2009, si è immediatamente innamorato della città. Dopo essere ritornato all'Est End molte volte nel 2010 e nel 2011, ha pubblicato “London, Signale aus der Welt-maschine”, una fortunata raccolta di testi e fotografie della Londra contemporanea e soprattutto un racconto di successo sulla birra inglese  “London für Helden. The Ale Trail – Expedition ins Bierreich” .  Il racconto narra di due tedeschi che cercano di assaggiare tutte le birre ale che riescono durante una notte attraverso Londra, sempre alla disperata ricerca di quel primo sorso che abbia il gusto di una vera ale.

### Elenco delle opere

#### Opere tradotte in italiano
- La verità sui bevitori di whiskey. Poesie 1988-2008. A cura di Giovanni Nadiani, Mobydick, Faenza 2009, ISBN 978-88-8178-424-0
- Racconto dell'aldilà (= Jenseitsnovelle). Traduttore: Giovanni Nadiani, CartaCanta Editore, Forlì 2013, ISBN 978-88-96629-46-8

#### Opere non tradotte in altre lingue
- Samarkand Samarkand. Roman, 2013
- DAS GEDICHT No. 20 (ed. together with A. Leitner), lyrics, 2011
- Freischwimmer. Drei Erzählungen. With 11 coloured Linocuts by Svato Zapletal, Svato Verlag, 2011
- London, Signale aus der Weltmaschine, Gastgeber: Matthias Politycki (ed.), 2011
- London für Helden. The Ale Trail - Expedition ins Bierreich, 2011
- Jenseitsnovelle, 2009
- Die Sekunden danach. 88 Gedichte, 2009
- In 180 Tagen um die Welt. Das Logbuch des Herrn Johann Gottlieb Fichtl, 2008
- Vom Verschwinden der Dinge in der Zukunft. Bestimmte Artikel 2006-1998. Essays, 2007
- Herr der Hörner. Roman, 2005
- Ratschlag zum Verzehr der Seidenraupe. 66 Gedichte, 2003
- Das Schweigen am andern Ende des Rüssels, 2001
- Ein Mann von vierzig Jahren, 2000
- Die Farbe der Vokale. Von der Literatur, den 78ern und dem Gequake satter Frösche, 1998
- Weiberroman, 1997
- Jenseits von Wurst und Käse. 44 Gedichte, 1995
- Taifun über Kyoto, Luchterhand Literaturverlag, 1993
- Hundert notwendige Gedichte. Und ein überflüssiges (ed.), 1992
- Im Schatten der Schrift hier. 22 Gedichte, 1988
- Aus Fälle / Zerlegung des Regenbogens. Ein Entwickelungsroman, 1987